# Marion Cotillard
Marion Cotillard (París, 30 de setembre de 1975) és una actriu francesa que ha guanyat diversos premis internacionals i que es va fer molt popular per la seva interpretació d'Édith Piaf a la pel·lícula La vida en rosa.
Accedeix a la consagració internacional el 2008, guanyant de manera successiva el Globus d'Or a la millor actriu musical o còmica, el BAFTA a la millor actriu, el César i l'Oscar a la millor actriu per a la seva interpretació d'Édith Piaf a La Môme (rebatejat com La vida en rosa).

## Infantesa i formació

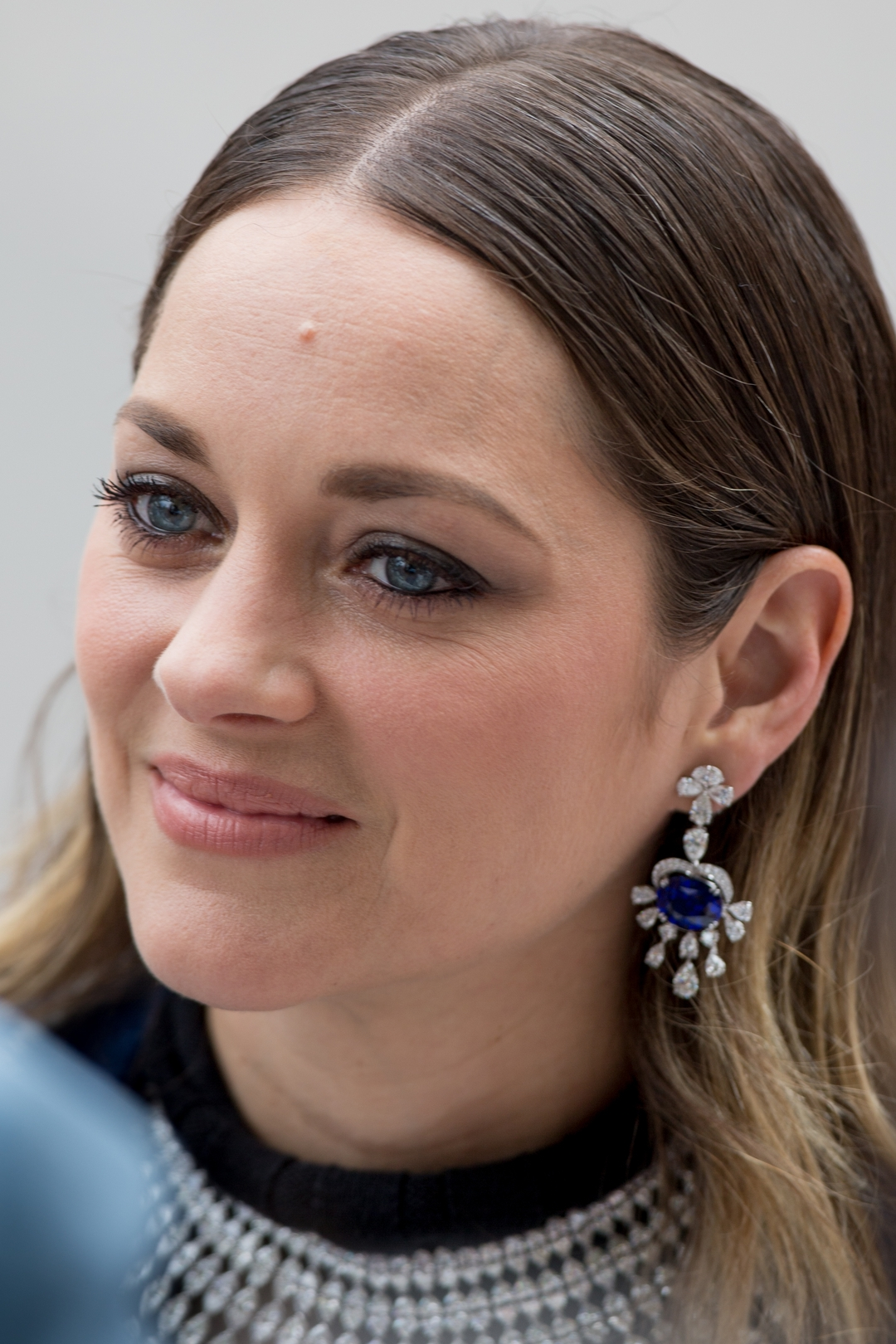
Marion Cotillard el 2019

Marion Cotillard és immersa de petita en l'univers artístic, gràcies als seus pares: la seva mare és l'actriu Niseema Theillaud i el seu pare, Jean-Claude Cotillard, és comediant, mim i escenògraf, però també el director pedagògic de l'Escola Superior d'Art Dramàtic de la ciutat de París. Té també dos germans, més joves que ella, els bessons Quentin (pintor i escultor) i Guillaume (guionista i director), nascuts el 6 de novembre de 1977.
La seva primera obra, Y a des nounous dans le placard, és posada en escena pel seu cosí, Laurent Cotillard. El 1994, obté el primer premi del Conservatori d'art dramàtic d'Orleans.

## Carrera d'actriu
Debuta amb papers en sèries com Highlander o Extrême Limite, després amb primers papers en el cinema, sobretot a la pel·lícula La Belle Verte.
És la pel·lícula Taxi, produïda per Luc Besson, que la revela al gran públic i li val una primera nominació als Césars. Se la veu llavors a La gavina, després a Lisa, de Pierre Grimblat, amb Benoît Magimel i Jeanne Moreau. El 2001 interpreta el doble paper principal de Les Jolies Choses, per al qual és de nou nominada al César de la millor esperança femenina.
Després de Taxi 3, el 2002, en què roda sense poder llegir el guió, i volent desfer-se de la seva imatge de nina, adverteix Luc Besson, el productor i guionista, que no vol formar més part de l'equip: no apareixerà doncs en el quart opus de la sèrie, estrenada el 2007. El 2003 el director Tim Burton li ofereix el seu primer paper en una pel·lícula estatunidenca gràcies a Big Fish.
El 2004 el seu paper de Tina Lombardi a Llarg diumenge de festeig, de Jean-Pierre Jeunet, li val el César a la millor actriu secundària.
El 2007 té el paper d'Édith Piaf a la pel·lícula d'Olivier Dahan, La vida en rosa. En el moment de la tria de l'actriu principal, era en competència amb Audrey Tautou, però va tenir el suport actiu del director Olivier Dahan i el productor Alain Goldman, raó per la qual TF1 va reduir el seu finançament. Malgrat els problemes de producció, la pel·lícula serà un èxit mundial i valdrà a Marion Cotillard moltes recompenses que cap altra actriu no havia aconseguit acaparar abans per a un mateix paper, és a dir el Globus d'Or a la millor actriu musical o còmica, el BAFTA a la millor actriu, el César i sobretot l'Oscar 2008 a la millor actriu.
Esdevé així la segona francesa, 48 anys després de Simone Signoret en guanyar una figureta a Hollywood en aquesta categoria, la segona actriu després de Sofia Loren a ser consagrada per a una interpretació en una llengua diferent de l'anglès
La seva carrera hollywoodienca comença llavors amb la pel·lícula Public Enemies, de Michael Mann, on comparteix cartell amb Johnny Depp. La pel·lícula és un èxit i genera llavors 100 milions de dòlars de recaptacions al món. Roda també Nine, remake musical de la pel·lícula Vuit i mig, amb Daniel Day-lewis, Nicole Kidman, Penélope Cruz, i Kate Hudson. Comparteix també el cartell, a França aquesta vegada, amb el seu company, Guillaume Canet, a Le Dernier Vol, de Karim Dridi. La pel·lícula surt el 16 de desembre de 2009. El gener de 2010 rep la seva segona nominació per al Globus d'Or a la millor actriu musical o còmica per la pel·lícula Nine, tanmateix és l'actriu Meryl Streep, gran favorita, qui obté el premi.
El 22 de gener de 2009 és designada per ser la presidenta de la 35a cerimònia dels Premis César, dos anys després de la seva consagració a Hollywood per La Môme.
Finalment, rodarà Inception, de Christopher Nolan, al costat de Leonardo DiCaprio, així com Les petits mouchoirs, del seu company Guillaume Canet.

## Filmografia
| Any  | Pel·lícula                                                   | Paper                       | Notes |
| ---- | ------------------------------------------------------------ | --------------------------- | --- |
| 1994 | L'Histoire du garçon qui voulait qu'on l'embrasse            | Mathilde                    | |
| 1996 | Comment je me suis disputé... (ma vie sexuelle)              | Estudiant                   | |
| 1996 | La Belle Verte                                               | Student                     | |
| 1998 | Taxi                                                         | Lili Bertineau              | Nominada — César a la millor promesa                                                                                       |
| 1999 | La Guerre dans le Haut Pays                                  | Julie Bonzon                | |
| 1999 | Furia                                                        | Élia                        | |
| 1999 | Du bleu jusqu'en Amérique                                    | Solange                     | |
| 2000 | Taxi 2                                                       | Lili Bertineau              | |
| 2001 | Lisa                                                         | Lisa, de jove               | |
| 2001 | Les Jolies choses                                            | Marie/Lucie                 | Nominada — César a la millor promesa                                                                                       |
| 2002 | Une affaire privée                                           | Clarisse Entoven            | |
| 2003 | Taxi 3: a tota velocitat (Taxi3)                             | Lili Bertineau              | |
| 2003 | Jeux d'enfants                                               | Sophie Kowalsky             | |
| 2003 | Big Fish                                                     | Joséphine Bloom             | |
| 2004 | Innocence                                                    | Mademoiselle Éva            | |
| 2004 | Llarg diumenge de festeig (Un long dimanche de fiançailles)  | Tina Lombardi               | César a la millor actriu secundària                                                                                        |
| 2005 | Cavalcade                                                    | Alizée                      | |
| 2005 | Edy                                                          | Céline/La cantant del somni | |
| 2005 | Ma vie en l'air                                              | Alice                       | |
| 2005 | Mary                                                         | Gretchen Mol                | |
| 2005 | Sauf le respect que je vous dois                             | Lisa                        | |
| 2005 | La Boîte noire                                               | Isabelle Kruger/Alice       | |
| 2006 | Toi et Moi                                                   | Léna                        | |
| 2006 | Dikkenek                                                     | Nadine                      | |
| 2006 | Fair Play                                                    | Nicole                      | |
| 2006 | Un bon any (A Good Year)                                     | Fanny Chenal                | |
| 2007 | La vida en rosa (La môme)                                    | Edith Piaf                  | Oscar a la millor actriu BAFTA a la millor actriu César a la millor actriu Globus d'Or a la millor actriu musical o còmica |
| 2009 | Enemics Públics (Public Enemies)                             | Billie Frechette            | |
| 2009 | OceanWorld 3D                                                | narrador                    | |
| 2009 | Nine                                                         | Luisa Contini               | Nominada — Globus d'Or a la millor actriu musical o còmica                                                                 |
| 2009 | Le dernier vol                                               | Marie Vallières de Beaumont | |
| 2010 | Origen (Inception)                                           | Mal                         | |
| 2010 | Petites mentides sense importància (Les petits mouchoirs)    | Marie                       | |
| 2011 | Midnight in Paris                                            | Musa                        | |
| 2011 | Contagion                                                    | Leonora Orantes             | |
| 2012 | De rouille et d'os                                           | Stéphanie                   | Nominada — Globus d'Or a la millor actriu dramàtica Nominada — BAFTA a la millor actriu                                    |
| 2012 | El cavaller fosc: la llegenda reneix (The Dark Knight Rises) | Miranda Tate                | |
| 2013 | Blood Ties                                                   | Monica                      | |
| 2013 | El somni d'Ellis (The Immigrant)                             | Ewa Cybulska                | |
| 2014 | Dos dies, una nit (Deux jours, une nuit)                     | Sandra                      | Nominada — Oscar a la millor actriu Nominada — BAFTA a la millor actriu                                                    |
| 2015 | Macbeth                                                      | Lady Macbeth                | |
| 2016 | Juste la fin du monde                                        | Catherine                   | |
| 2016 | El somni de la Gabrielle (Mal de pierres)                    | Gabrielle                   | Nominada — BAFTA a la millor actriu                                                                                        |
| 2016 | Allied                                                       | Marianne                    | |

## Divers
- Un documental titulat El meu pallasso, realitzat per Bastien Duval, permet seguir, durant un any, Marion Cotillard en la promoció mundial de La Môme.[6]
- Segons Le Figaro, els seus guanys el 2007 s'estimen en 1.150.000 d'euros, cosa que en fa la 3a actriu més ben pagada de França darrere de Mathilde Seigner i Nathalie Baye.[7]
- Des de 2008, és l'ambaixadora de la marca Dior.
- Després d'haver-se emportat l'Oscar a la millor actriu, ha estat lògicament convidada a fer-se membre de l'Acadèmia de les Arts i les Ciències Cinematogràfiques, l'associació estatunidenca dels professionals del cinema que distingeix cada any les millors actuacions en cada disciplina. Podrà doncs en el futur i tota la seva vida votar per designar els nominats i escollir els guanyadors de les famoses estatuetes. D'altra banda el 2009 va estar en el Teatre Kodak, al costat de Sofia Loren, Shirley Maclaine, Nicole Kidman i Halle Berry, per donar el seu trofeu a Kate Winslet que la succeeix gràcies a la seva interpretació a El lector.
- S'ha negat a fer un anunci per a L'Oréal, ja que els seus cosmètics són a la llista negra de Greenpeace del qual és militant.[8]
- Ha participat en la gravació de la cançó Beds are Burning, missatge a favor de l'ecologia, per tal de mobilitzar la població en vista de la cimera de Copenhaguen que s'ha desenvolupat el desembre de 2009, missatge llançat per Kofi Annan.
- El gener de 2010, grava una cançó titulada The eyes of Mars en col·laboració amb Franz Ferdinand per la campanya Dior de la qual és la musa.

## Vida privada
És militant ecologista.
Després d'haver tingut una relació amb el cantant Sinclair, és des de 2007 la companya de Guillaume Canet.

## Controvèrsia
Entrevistada per París Première el 16 de febrer del 2007, o sigui més d'un any abans que no rebi el seu Oscar, Marion Cotillard posava en dubte les circumstàncies dels atemptats de l'11 de setembre de 2001, de la mort de Coluche o de la presència dels estatunidencs a la Lluna en els anys 1970. Les seves paraules van ser posades en relleu per la premsa internacional.